# Уголовный кодекс Украинской ССР (1927)
Уголовный кодекс Украинской ССР 1927 года (укр. Кримінальний кодекс Української СРР 1927 року) — кодифицированный нормативный акт, в котором были использованы частично Уголовный кодекс УССР 1922 года и Уголовный кодекс РСФСР 1926 года. Утвержден ВУЦИК 8 июня 1927 года и введён в действие с 1 июля 1927 года. 
Было принято 56 законодательных актов по вопросам уголовного права, значительно расширивших состав преступлений.